# Bob Edwards
Bob Edwards (anglès: Robert Edwards)  (16 de gener de 1905 - 4 de juny de 1990) va ser un sindicalista anglès i militant del Partit Laborista Independent (ILP). Va ser diputat al Cambra dels Comuns del Regne Unit de 1955 a 1987.

## Biografia
La seva mare era obrera de fàbrica i el seu pare era capità de port. Tenia dos germans: un va morir al mar a la Primera Guerra Mundial i l'altre era gruista als molls de Liverpool i músic. Edwards va ser un dels consellers laboristes més joves de Liverpool, el 1927, amb 22 anys. També va dirigir el 1926 una delegació de joves de l'ILP a la Unió Soviètica, on va conèixer Lev Trotski i Ióssif Stalin
A la Guerra Civil espanyola va dirigir l'ILP Contingent del Partit Obrer d'Unificació Marxista (POUM) al front d'Aragó fins al maig de 1937. Edwards va ser un membre destacat de l'ILP després que aquest es separés del Partit Laborista als anys 1940, exercint com a president del partit de 1943 a 1948. Entre 1947 i 1971 va ser secretari general del Sindicat de Treballadors de la Química, i també va ser membre del Sindicat General de Transports i Obrers.
Va ser elegit diputat en representació del Labour Co-operative per Bilston a les eleccions al Parlament del Regne Unit de 1955. La circumscripció va ser abolida el 1974, així que a les eleccions de febrer de 1974 es va presentar amb èxit per Wolverhampton South East. El 1983, aleshores amb 78 anys, es va convertir en el diputat en exercici més antic. Edwards va morir el juny de 1990, als 85 anys, tres anys després de la seva jubilació del Parlament.
L'antic oficial del KGB, Oleg Gordievski, que va desertar al Regne Unit el 1985, va declarar que Edwards havia estat un agent del KGB durant molts anys i que havia proporcionat «secrets importants».